# الغزو السوفيتي لبولندا

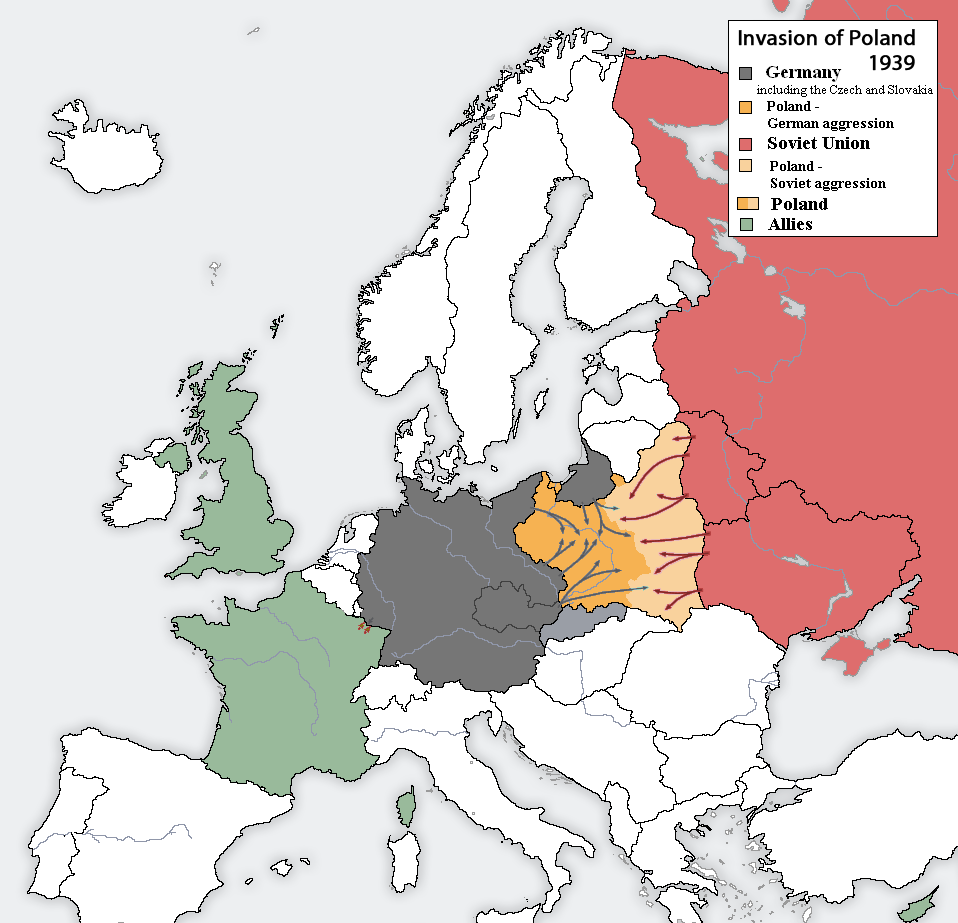
الغزو السوفييتي لبولندا

الغزو السوفياتي لبولندا هو عملية عسكرية سوفيتية بدأت دون إعلان رسمي في 17 سبتمبر 1939. في ذلك الصباح، بعد 16 يوما من غزو ألمانيا النازية بولندا من الغرب، غزا الاتحاد السوفياتي بولندا من الشرق. استمر الغزو والمعركة لمدة 20 يوما متتالية وانتهى في 6 أكتوبر 1939 مع ضم كامل أراضي الجمهورية البولندية الثانية من قبل كل من ألمانيا والاتحاد السوفياتي. تم الاتفاق سرا على الغزو الألماني السوفياتي المشترك لبولندا في اتفاق مولوتوف - ريبنتروب الموقَّع في 23 أغسطس 1939.
حقق الجيش الأحمر -الذي يفوق عدده كثيرا المدافعين البولنديين- أهدافه باستخدام الخداع الاستراتيجي والتكتيكي. تم القبض على حوالي 230,000 أسير حرب بولندي. بدأت حملة الاضطهاد الجماعي في المناطق المحتلة حديثا على الفور. وفي نوفمبر 1939 قامت الحكومة السوفيتية بضم الأراضي البولندية كلها تحت سيطرتها. حوالي 13.5 مليون مواطن بولندي كانوا تحت الاحتلال العسكري، وأجريت انتخابات وهمية في المفوضية الشعبية للشؤون الداخلية في جو من الرعب إستُخدمت نتائجها لإضفاء الشرعية على استخدام القوة . بدأت حملة السوفييت للتطهير العرقي بموجة من الاعتقالات والإعدامات لضباط ورجال شرطة وكهنة.
على مدى العام ونصف العام اللاحق، أرسلت المفوضية الشعبية للشؤون الداخلية السوفييتية مئات الآلاف من الناس من شرق بولندا إلى سيبيريا ووأجزاء نائية أخرى من الاتحاد السوفياتي في أربع موجات رئيسية من الترحيل بين 1939 و 1941.
احتلت القوات السوفياتية شرق بولندا حتى صيف عام 1941 حيث تم طردهم من قبل الجيش الألماني الغازي في سياق عملية بارباروسا. ظلت المنطقة واقعة تحت الاحتلال النازي حتى استعادها الجيش الأحمر مرة أخرى في صيف عام 1944. وفي مؤتمر يالطا تم السماح للإتحاد السوفييتي بضم جزئه كله تقريبا من الجمهورية البولندية الثانية الذي حصل عليه في اتفاق مولوتوف - ريبنتروب. ضم الاتحاد السوفياتي معظم الأراضي إلى جمهورية أوكرانيا الاشتراكية السوفياتية وجمهورية بيلاروس السوفيتية الاشتراكية.
بعد إنتها الحرب العالمية الثانية في أوروبا، وقعّ الاتحاد السوفييتي اتفاقية حدودية جديدة مع الشيوعيين البولنديين في 16 أغسطس 1945. اعترف هذا الاتفاق بالوضع الراهن باعتباره الحدود الرسمية الجديدة بين البلدين باستثناء المنطقة المحيطة ب(بياويستوك) وجزء صغير من غاليسيا شرق نهر سان حول برزيميسل، التي أعيدت إلى بولندا في وقت لاحق.

## مقدمة
قبل عدة أشهر من الغزو، وفي أوائل عام 1939 بدأ الاتحاد السوفياتي مفاوضات تحالف ستراتيجي مع المملكة المتحدة وفرنسا وبولندا ورومانيا ضد ألمانيا النازية تحت قيادة أدولف هتلر. لعب الاتحاد السوفياتي «لعبة مزدوجة» عن طريق الانخراط سرا في محادثات مع ألمانيا. فشلت المفاوضات مع الديمقراطيات الغربية كما كان متوقعا، عندما أصر الاتحاد السوفيتي على أن تمنح بولندا ورومانيا القوات السوفياتية حقوق العبور عبر أراضيها كجزء من ترتيبات الأمن المشترك. رفضت هذه الشروط، مما أعطى جوزيف ستالين الحرية في متابعة ميثاق مولوتوف - ريبنتروب مع أدولف هتلر، والذي وقع في 23 آب / أغسطس 1939. وتتضمن معاهدة عدم الاعتداء بروتوكولا سريا يقسم أوروبا الشمالية والشرقية إلى مجالات نفوذ ألمانية وسوفياتية في حالة الحرب. بعد أسبوع واحد من توقيع اتفاقية مولوتوف-ريبنتروب، غزت القوات الألمانية بولندا من الغرب والشمال والجنوب في 1 سبتمبر 1939. انسحبت القوات البولندية تدريجيا إلى الجنوب الشرقي حيث كانوا يستعدون للدفاع طويلا عن رأس الجسر الروماني وينتظرون الدعم والإغاثة من القوات الفرنسية والبريطانية اللاتي كانوا يتوقعون وصولها. في 17 سبتمبر 1939 غزا الجيش الأحمر السوفياتي مناطق كريسي وفقا للبروتوكول السري.
سمحت العديد من المدن البولندية بما في ذلك دوبنو، وفولوديمير-فولينسكيي لقوات الجيش الأحمر بالدخول في سلام، اقتناعا منهم بأنها كانت تسير من أجل محاربة الألمان، حيث أصدر يوليوس رومل الجنرال من الجيش البولندي أمرا غير مرخص لمعاملتهم كحليف. أعلنت الحكومة السوفياتية أنها تعمل لحماية الأوكرانيين والبيلاروسيين الذين يعيشون في الجزء الشرقي من بولندا، لأن الدولة البولندية - وفقا للدعاية السوفياتية - انهارت في مواجهة الهجوم الألماني النازي ولم تعد قادرة على ضمان أمن مواطنيها.
قررت الحكومة البولندية أن الدفاع عن رأس الجسر الروماني لم يعد ممكنا وأمرت بإجلاء طارئ لجميع القوات النظامية إلى رومانيا المحايدة آنذاك.

## بولندا بين الحربين العالميتين
إن نتائج مؤتمر باريس للسلام (1919) لم تفعل شيئا يذكر لتقليل الطموحات الإقليمية للأحزاب في المنطقة. سعى جوزيف بيوسودسكي لتوسيع الحدود البولندية إلى أقصى حد ممكن في محاولة لإنشاء اتحاد بقيادة بولندا لمواجهة أي نوايا إمبريالية محتملة من جانب روسيا أو ألمانيا. في الوقت نفسه، بدأ البلاشفة في كسب اليد العليا في الحرب الأهلية الروسية وبدأوا في التقدم نحو الغرب حيث الأراضي المتنازع عليها بقصد مساعدة الحركات الشيوعية الأخرى في أوروبا الغربية. تصاعدت المناوشات الحدودية في عام 1919 تدريجيا إلى الحرب البولندية السوفيتية في عام 1920. بعد الانتصار البولندي في معركة وارسو، رُفِعت دعوى قضائية ضد السوفييت من اجل السلام وانتهت الحرب بهدنة في أكتوبر 1920. وقع الطرفان معاهدة السلام الرسمية، سلام ريغا، في 18 مارس 1921، وقُسمت الأراضي المتنازع عليها بين بولندا وروسيا السوفيتية. في أعقاب معاهدة السلام، تخلى القادة السوفيات إلى حد كبير عن قضية الثورة الدولية ولم يعودوا إليها لما يقرب ال20 عاما. واعترفت منظمة السفراء والمجتمع الدولي (باستثناء ليتوانيا) بالحدود الشرقية لبولندا في عام 1923.

### مفاوضات المعاهدة
دخلت ألمانيا إلى براغ في 15 مارس 1939. وفي منتصف أبريل، بدأ الاتحاد السوفيتي وبريطانيا وفرنسا بتداول اقتراحات دبلوماسية بشأن اتفاق سياسي وعسكري لمواجهة احتمال حدوث المزيد من العدوان الألماني. لم تشارك بولندا في هذه المحادثات. وركزت المناقشات الثلاثية على ضمانات محتملة للبلدان المشاركة إذا استمرت التوسعية الألمانية. لم يثق السوفييت في أن أي من البريطانيين أو الفرنسيين سيقومون باحترام اتفاق الأمن المشترك، لأنهم فشلوا بالفعل في مواجهة القوميين خلال الحرب الأهلية الإسبانية وحماية تشيكوسلوفاكيا من تقطيع الأوساط. إشتبه الاتحاد السوفياتي أيضا في أن بريطانيا وفرنسا ستسعيان إلى البقاء على هامش أي نزاع محتمل بين النازية والسوفياتية. كان ستالين قد أجرى محادثات سرية مع ألمانيا النازية منذ عام 1936 من خلال مبعوثيه، حيث كانت صفقتة مع هتلر أول خيار دبلوماسي له.
لم ير الاتحاد السوفييتي أي ضرر في حصوله على ضمان ضخم ضد فقدان مجال نفوذه، وأصر على توسيع ما يسمى بالمنطقة العازلة من فنلندا إلى رومانيا، في حالة وقوع هجوم. وطالب السوفيات بالحق في دخول هذه البلدان في حالة وجود تهديد أمني. وعندما بدأت المحادثات العسكرية في منتصف آب / أغسطس، توقفت المفاوضات بسرعة حول موضوع مرور القوات السوفيتية عبر بولندا في حال الألمان. ضغط المسؤولون البريطانيون والفرنسيون على الحكومة البولندية للموافقة على الشروط السوفياتية. رفض المسؤولون البولنديون رفضا صريحا السماح للقوات السوفياتية بالتواجد في بولندا. كانوا يعتقدون أنه بمجرد دخول الجيش الأحمر بولندا فإنه لن يغادر أبدا. اقترح السوفييت تجاهل رغبات بولندا، وإبرام الاتفاقات الثلاثية على الرغم من اعتراضاتها. لكن البريطانيين رفضوا القيام بذلك لأنهم إعتقدوا أن مثل هذه الخطوة ستدفع بولندا إلى إقامة علاقات ثنائية أقوى مع ألمانيا.
وفي الوقت نفسه، ألمح المسؤولون الألمان سرا إلى الدبلوماسيين السوفياتيين أن بإمكانهم تقديم شروطا أفضل لاتفاق سياسي مما تقدمه بريطانيا وفرنسا. بدأ الاتحاد السوفيتي مناقشات مع ألمانيا النازية فيما يتعلق بإنشاء اتفاقية اقتصادية في حين كانوا يتفاوضون في نفس الوقت مع المجموعة الثلاثية. وفي أواخر يوليو / تموز وأوائل أغسطس / آب 1939، وافق المسؤولون السوفياتيون والألمان على معظم التفاصيل المتعلقة بالاتفاق الاقتصادي المخطط، وتناولوا على وجه التحديد اتفاقا سياسيا محتملا. في 19 أغسطس 1939، خلص المسؤولون الألمان والسوفياتيون إلى الاتفاق التجاري الألماني السوفياتي عام 1939، وهو تبادل اقتصادي، حيث يبادل للاتحاد السوفييتي المواد الخام مقابل الأسلحة والتكنولوجيا العسكرية والآليات المدنية. وبعد يومين، علق السوفييت المحادثات العسكرية الثلاثية. وفي 24 آب / أغسطس، وقع الاتحاد السوفياتي وألمانيا الاتفاق السياسي والعسكري الذي رافق الاتفاق التجاري، وهو اتفاق مولوتوف - ريبنتروب. وكان هذا الاتفاق معاهدة على عدم الاعتداء المتبادل الذي يتضمن بروتوكولات سرية تقسم ولايات شمال وشرق أوروبا إلى مناطق نفوذ ألمانية وسوفياتية. شمل الميدان السوفياتي في البداية لاتفيا واستونيا وفنلندا. وتقتسم ألمانيا والاتحاد السوفياتي بولندا. أما المناطق الواقعة شرق بيزا، ناريف، فيستولا، وأنهار سان فتذهب إلى الاتحاد السوفيتي. وقد أتاح الاتفاق للسوفييت فرصة المشاركة في الغزو، وأتاح فرصة لاستعادة الأراضي التي تم التنازل عنها في سلام ريغا عام 1921. أصبح بإمكان السوفييت توسيع الجمهوريات الأوكرانية والبيلاروسية لتشمل النصف الشرقي بأكمله من بولندا دون تهديد بالخلاف مع أدولف هتلر.
بعد يوم من توقيع الألمان والسوفييت على الاتفاق، طلبت الوفود العسكرية الفرنسية والبريطانية على وجه السرعة عقد اجتماع مع المفاوض العسكري السوفيتي كليمنت فوروشيلوف، وفي 25 أغسطس / آب، قال لهم فوروشيلوف «نظرا لتغير الوضع السياسي، لا يمكن تحقيق أي غرض مفيد في مواصلة الحوار». وفي اليوم نفسه، وقعت بريطانيا وبولندا اتفاق المساعدة المتبادلة بين بريطانيا وبولندا. في هذا الاتفاق، التزمت بريطانيا بالدفاع عن بولندا، وضمان الحفاظ على استقلالها .

## الغزو الألماني لبولندا
حاول هتلر ثني البريطانيين والفرنسيين عن التدخل في النزاع القادم مع بولندا، وفي 26 أغسطس 1939 اقترحوا جعل قوات الفيرماخت متاحة لبريطانيا في المستقبل. في منتصف الليل في 29 أغسطس، سلم وزير الخارجية الألماني يواخيم فون ريبنتروب السفير البريطاني نيفيل هندرسون قائمة الشروط التي من شأنها ضمان السلام لبولندا، وبموجب هذه الشروط، كان على بولندا تسليم مدينة دانزيغ (غدانسك) إلى ألمانيا. عندما ذهب السفير البولندي ليبسكي لرؤية ريبنتروب في 30 أغسطس اخبره بانه ليس لديه القدرة على توقيع هذا النوع من الاتفاقيات، مما أدى إلى نبذ ريبنتروب له. أعلن الألمان أن بولندا رفضت العرض الألماني، وأن المفاوضات مع بولندا قد انتهت. وفي 31 أغسطس، قامت وحدات ألمانية متنكرة بزي القوات البولندية بحملة غليويتز بالقرب من مدينة غليويتز الحدودية. في صباح اليوم التالي أمر هتلر ببدء الأعمال العدائية ضد بولندا لتبدأ في الساعة 04:45 يوم 1 سبتمبر.
أعلنت حكومات الحلفاء الحرب على ألمانيا في 3 سبتمبر لكنها فشلت في تقديم أي دعم يذكر. وعلى الرغم من بعض النجاحات البولندية في المعارك الحدودية الصغيرة، لكن التفوق التقني والتشغيلي والعددي الألماني أجبر الجيوش البولندية على التراجع عن الحدود نحو وارسو ولفيف (لفيف حاليا). وفي العاشر من سبتمبر، أمر القائد العام البولندي، المارشال إدوارد ريدز-سميغي، بتراجع عام إلى الجنوب الشرقي نحو رأس الجسر الروماني. بعد وقت قصير من بدء غزوهم لبولندا، بدأ القادة النازيون حث السوفيات على لعب الجزء المتفق عليه ومهاجمة بولندا من الشرق. وتبادل وزير الخارجية السوفياتى فياتشيسلاف مولوتوف والسفير الالمانى لدى موسكو فريدريش فيرنر فون دير شولينبرج سلسلة من الرسائل الدبلوماسية حول هذه القضية، مع ذلك فقد أجل السوفييت غزوهم لبولندا الشرقية حيث كانوا مشتتين بسبب الأحداث الحاسمة المتعلقة بالنزاعات الحدودية المستمرة مع اليابان، كانوا بحاجة إلى وقت لحشد الجيش الأحمر ورأوا ميزة دبلوماسية في الانتظار حتى تفككت بولندا قبل اتخاذهم أي خطوة. انتهت الحرب غير المعلنة بين الاتحاد السوفيتي وإمبراطورية اليابان في معركة خالخين غول (نومونهان) في الشرق الأقصى باتفاق مولوتوف - توجو بين الاتحاد السوفييتي واليابان الذي تم التوقيع عليه في 15 سبتمبر 1939، مع بدء نفاذ وقف إطلاق النار في 16 سبتمبر 1939. وفي 17 أيلول / سبتمبر 1939، أصدر مولوتوف إعلان الحرب التالي إلى واكاو غرزيبوسكي، السفير البولندي في موسكو:
أعلن مولوتوف على الراديو أن جميع المعاهدات بين الاتحاد السوفياتي وبولندا أصبحت الآن باطلة؛ وقد كانت الحكومة البولندية قد تخلت عن شعبها. وفي اليوم نفسه، عبر الجيش الأحمر الحدود إلى بولندا.

## الغزو السوفييتي لبولندا
في صباح يوم 17 سبتمبر 1939، كانت الإدارة البولندية ما تزال تسيطر على كامل أراضي ستة مقاطعات شرقية، بالإضافة إلى أجزاء من خمسة مقاطعات إضافية. في شرق بولندا، تم افتتاح المدارس في منتصف سبتمبر 1939. ركزت وحدات الجيش البولندي أنشطتها في منطقتين - جنوب (توماسو لوبلسكي، زاموتش، لڤوڤ)، ووسط (وارسو، مودلين، ونهر بزورا). ونتيجة للدفاع العنيد للقوات البولندية ونقص الوقود، توقف التقدم الألماني، واستقر الوضع في المناطق الواقعة شرق خط أوغستو - غرودنو - بياويستوك - كوبريو - كويل - جوفكفا - لفيف- جيداتشيف - ستري - توركا. كانت خطوط السكك الحديدية تعمل في حوالي ثلث أراضي البلد، وكانت حركة الركاب والبضائع تتحرك على الحدود مع خمسة بلدان مجاورة (ليتوانيا ولاتفيا والاتحاد السوفياتي ورومانيا والمجر). في بيانسك، كان تجميع طائرات PZL.37 Łoś جاريا، في مصنع تم نقله من وارسو. وصلت سفينة تابعة للبحرية الفرنسية تحمل دبابات رينو آر-35 لبولندا إلى ميناء كونستانتا الروماني. بنفس الوقت غادرت سفينة أخرى مارسيليا مع معدات المدفعية. وإجمالا، كانت سبع عشرة سفينة فرنسية متجهة نحو رومانيا، تحمل خمسين دبابة وعشرين طائرة وكميات كبيرة من الذخائر والمتفجرات. كانت العديد من المدن الكبرى لا تزال في أيدي بولندية، مثل وارسو، لڤوڤ، ويلنو، غرودنو، لوك، تارنوبول، ولوبلين (استولى عليها الألمان في 18 سبتمبر). ووفقا لما ذكره ليزيك موتشولسكي، فإن ما يقرب من 750,000 جندي لا يزالون في صفوف الجيش البولندي (ويدعي المؤرخان البولنديان تشيزلاو غرزلاك وهنريك ستاتشيك أن الجيش البولندي كان لا يزال يملك 650,000 جندي [73])، بما في ذلك ست وعشرين فرقة مشاة واثنين من لواء الآليات، (إحداها كانت لواء آلية وارسو المدرعة، لم تشارك بعد في القتال، وفي 14 سبتمبر بدأت في التحرك جنوبا، للانضمام لجيش كراكو.)

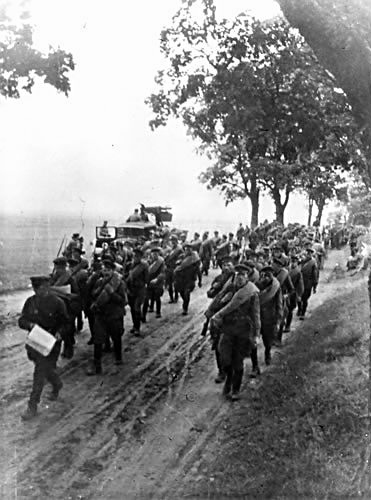
الغزو السوفياتي لبولندا، 1939. تقدم قوات الجيش الأحمر

كان الجيش البولندي، على الرغم من ضعفه بعد أسابيع من القتال، لا يزال قوة هائلة. كتب موزولسكي، في 17 سبتمبر 1939، كان الجيش البولندي أكبر من معظم الجيوش الأوروبية وقوي بما فيه الكفاية لمحاربة الفيرماخت لفترة طويلة. على خط بارانافيتشي - لينينك- روفنو، كان النقل بالسكك الحديدية للقوات من الزاوية الشمالية الشرقية من البلاد نحو رأس الجسر الروماني يسير ليلا ونهارا (من بينها فرقة المشاة الاحتياطية الخامسة والثلاثين تحت قيادة العقيد جاروساو شافران، والفرقة المسماة «مجموعة غرودنو» تحت قيادة العقيد بوهدان هيولويكز)، حيث بدأت ثاني أكبر معركة من حملة سبتمبر - معركة توماشوف وبيلسكي، في يوم الغزو السوفياتي. قال ليزيك موتشولسكي ان حوالى 250 الف جندى بولندى يقاتلون في وسط بولندا و 350 الفا يستعدون للدفاع عن رأس الجسر الرومانى و 35 الف شمال بوليسى و 10 الاف يقاتلون على ساحل البلطيق في بولندا في هيل و غدينيا. وبسبب المعارك الجارية في منطقة وارسو ومودلين وبزورا وزاموتش، لڤوڤ وتومازو لوبلسكي، أمرت معظم الشُعَب الألمانية بالعودة إلى هذه المواقع. بلغت المساحة المتبقية من سيطرة السلطات البولندية حوالي 000 140 كيلومتر مربع - 200 كيلومتر عرضا تقريبا 950 كيلومترا طولا - من نهر دفينا إلى جبال الكاربات. توقف راديو بارانوفيتش والراديو البولندي ويلنو عن العمل في 16 سبتمبر، بعد أن قُصف من قبل سلاح الجو الألماني، ولكن راديو لڤوڤ البولندي والراديو البولندي الثاني في وارسو استمرا بالعمل في 17 سبتمبر.

### القوى المعارضة
دخل الجيش الأحمر المناطق الشرقية من بولندا مع سبعة جيوش ميدانية، تضم ما بين 450,000 و 1,000,000 جندي، انقسمت بين جبهتين. قاد كوماندارم من الدرجة الثانية «ميخائيل كوفاليوف» الجيش الأحمر في هجومه على الجبهة البيلاروسية، في حين أن الكوماندارم الأول سيميون تيموشينكو قاد الهجوم على الجبهة الأوكرانية.
وبموجب خطة بولندا الدفاعية الغربية، افترضت بولندا ان الاتحاد السوفياتي سيبقى محايدا خلال النزاع مع ألمانيا. ونتيجة لذلك، نشر القادة البولنديون معظم قواتهم إلى الغرب، لمواجهة الغزو الألماني. وبحلول ذلك الوقت، لم يدافع عن الحدود الشرقية أكثر من 20 كتيبة، تتألف من حوالي 20 ألف جندي من فيلق حماية الحدود. عندما غزا الجيش الأحمر بولندا في 17 سبتمبر، كان الجيش البولندي في خضم معركة قتالية نحو رأس الجسر الروماني، حيث سيعيدون بعد ذلك تجميعهم وينتظرون الإغاثة البريطانية والفرنسية.

### الحملة العسكرية

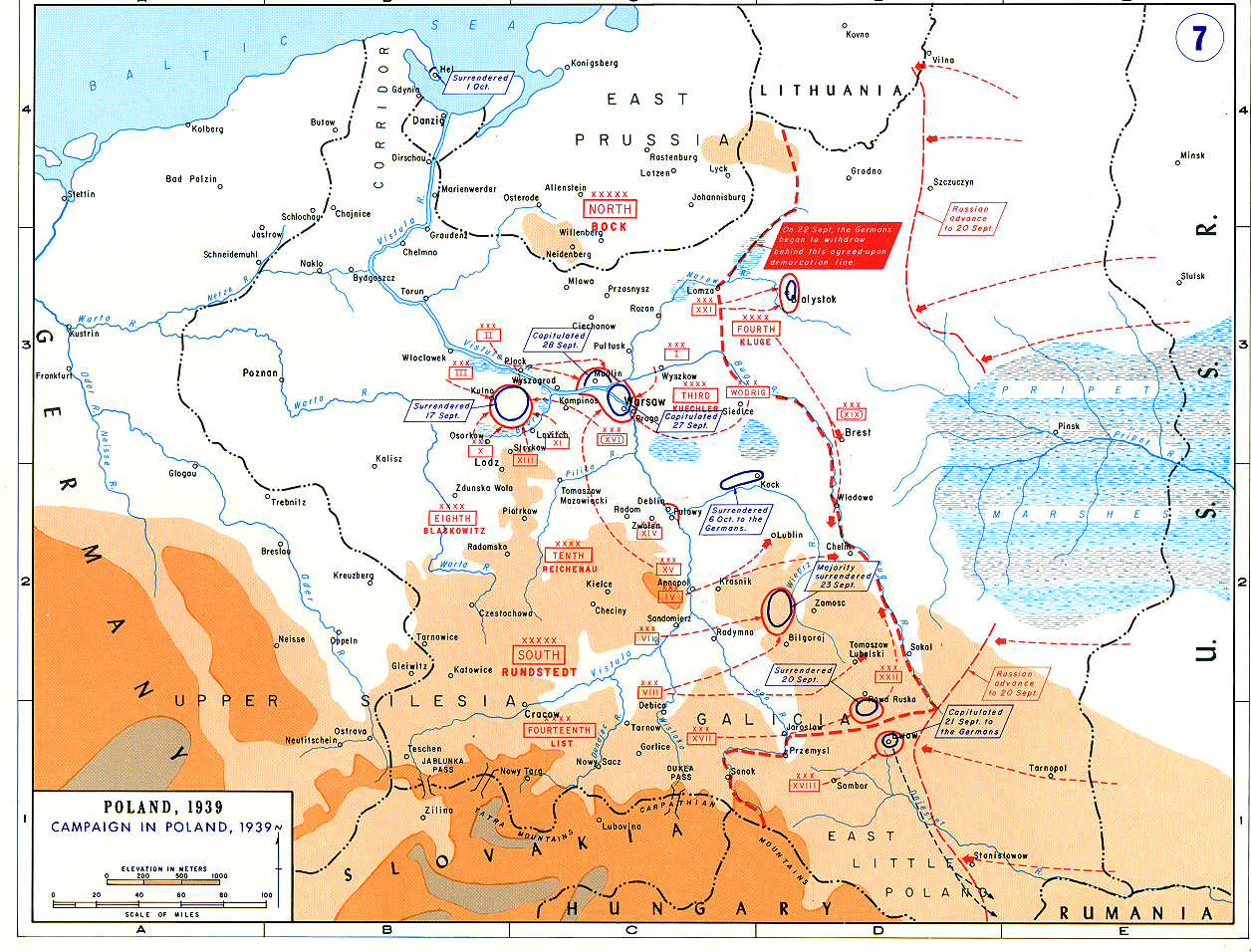
التخلص من جميع القوات بعد الغزو السوفياتي

عندما غزا الاتحاد السوفييتي بولندا، كان ريدز-سميغلي يميل في البداية إلى إعطاء أمر المقاومة لقوات الحدود الشرقية، ولكن تم إقناعه بالعدول عن هذا بواسطة رئيس الوزراء فيليجان ساوج سكادكوسكي والرئيس إغناسي موشيكي. في الساعة 04:00 يوم 17 سبتمبر، أمر ريدز-سميغلي القوات البولندية بالتراجع، مشيرة إلى أنها لن تشتبك مع القوات السوفيتية إلا في الدفاع عن النفس.
غير أن الغزو الألماني أضر بشدة بنظم الاتصالات البولندية، مما تسبب في مشاكل بالقيادة والسيطرة للقوات البولندية. وفي الارتباك الناتج عن ذلك، وقعت اشتباكات بين القوات البولندية والسوفياتية على طول الحدود. لم يتلق الجنرال ويلهلم أورليك - روكمان، الذي تولى قيادة فيلق حماية الحدود في 30 آب / أغسطس، أي توجيهات رسمية بعد تعيينه . ونتيجة لذلك، واصل هو ومرؤوسيه الاشتباك مع القوات السوفيتية بشكل استباقي، قبل حل الجماعة في 1 أكتوبر.
رفضت الحكومة البولندية الإستسلام أو التفاوض على السلام، وبدلا من ذلك أمرت جميع الوحدات بإخلاء بولندا وإعادة تنظيمها في فرنسا. بعد يوم من بدء الغزو السوفيتي، عبرت الحكومة البولندية إلى رومانيا. وشرعت الوحدات البولندية في المناورة نحو منطقة جسر الرأس الروماني، مما أدى إلى استمرار الهجمات الألمانية على أحد الأجنحة، والاشتباك أحيانا مع القوات السوفياتية من جهة أخرى. في الأيام التي أعقبت أمر الإجلاء، هزم الألمان جيش كراكو البولندي وجيش لوبلين في معركة توماسو لوبلسكي.

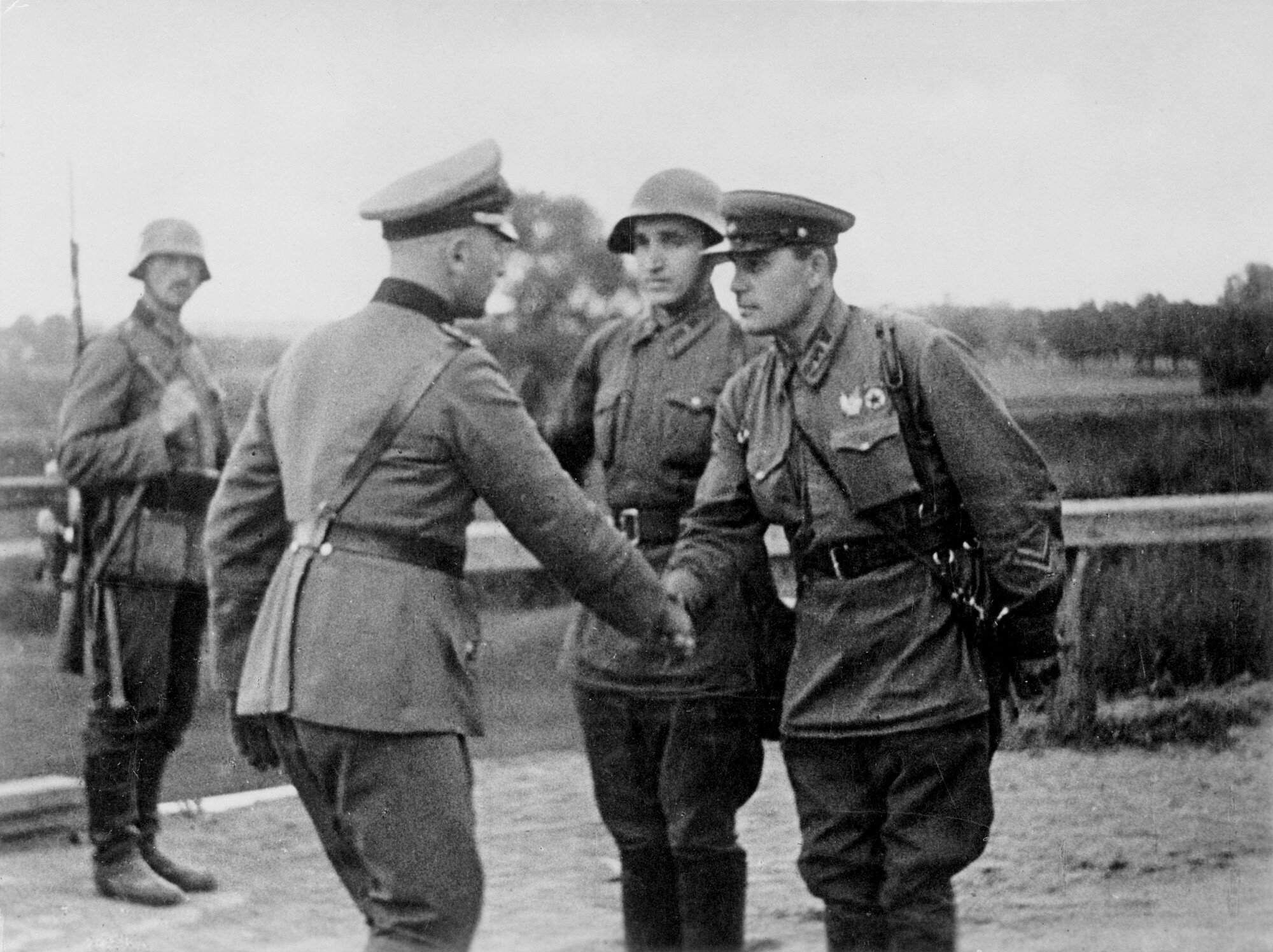
الضباط الألمان والسوفياتية يتصافحون بعد الغزو

كثيرا ما التقت الوحدات السوفياتية نظرائهم الألمان الذين يتقدمون من الاتجاه المعاكس. وظهرت أمثلة بارزة على التعاون بين الجيشين في الميدان. حيث شقت قوات الفيرماخت طريقها عبر قلعة بريست إلى لواء دبابات 29 السوفياتية، التي تم الاستيلاء عليها بعد معركة برزيتش ليتوسكي في 17 سبتمبر. وأجرى الجنرال الألماني هاينز جوديريان والعميد السوفياتي سيميون كريفوشين في 22 سبتمبر عرضا مشتركا في البلدة. استسلمت لڤوڤ في 22 سبتمبر، بعد أيام من تسليم الألمان عمليات فرض الحصار إلى السوفيات. أخذت القوات السوفيتية ويلنو (فيلنيوس حاليا) في 19 سبتمبر بعد معركة استمرت يومين، وأخذوا غرودنو في 24 سبتمبر بعد معركة استمرت أربعة أيام. وبحلول 28 أيلول / سبتمبر، وصل الجيش الأحمر إلى الخط الذي شكلته ناريو، وبوج الغربية، ونهري فيستولا وسان - وهي الحدود المتفق عليها مسبقا مع الألمان. على الرغم من الانتصار البولندي التكتيكي في 28 سبتمبر في معركة شاك، فإن نتائج الصراع الأكبر لم تكن موضع شك أبدا.
صمد المتطوعون المدنيون والميليشيات ووحدات التراجع المعاد تنظيمها ضد القوات الألمانية في العاصمة البولندية وارسو حتى 28 أيلول / سبتمبر وإستسلم حصن مودلين شمال وارسو في اليوم التالي بعد معركة مكثفة استمرت ستة عشر يوما. في 1 أكتوبر، قادت القوات السوفياتية الوحدات البولندية إلى الغابات في معركة وايتكشنو، واحدة من المواجهات المباشرة الأخيرة للحملة. تمكنت العديد من الحاميات البولندية من الاحتفاظ بمواقعها بعد محاصرة طويلة، مثل تلك الموجودة في منطقة فولينيا سارني المحصنة والتي استمرت حتى 25 سبتمبر. كانت فرقة العمليات المستقلة (Independent Operational Group Polesie) بقيادة الجنرال فرانسيسك كليبرغ أخر المستسلمين. استسلم كليبرغ في 6 أكتوبر بعد معركة كوك لمدة أربعة أيام، مما أدى إلى إنهاء حملة سبتمبر. في 31 أكتوبر، أبلغ مولوتوف إلى مجلس السوفييت الأعلى: «ضربة صغيرة من قبل الجيش الألماني، وأخرى من الجيش الأحمر، كانت كافية لعدم ترك أي شيء من هذا النذل (bastard) من معاهدة فرساي».

### رد الفعل المحلي

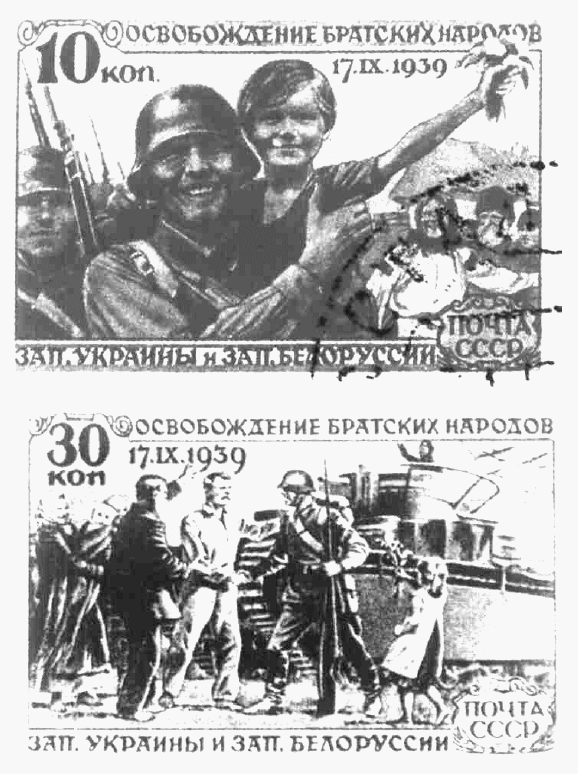
"تحرير الشعب الشقيق من غرب أوكرانيا وبلاروسيا الغربية في 17 سبتمبر 1939" الطوابع البريدية للاتحاد السوفييتي، 1940.

أضاف رد البولنديين غير الإثنيين على الحالة تعقيدا آخر. حيث رحب العديد من الأوكرانيين والبيلاروسيين واليهود بالقوات الغازية. جمع الشيوعيون المحليون الناس للترحيب بقوات الجيش الأحمر بالطريقة السلافية التقليدية من خلال تقديم الخبز والملح في ضاحية برست الشرقية. ولأجل هذه المناسبة صنع قوس نصر من وتدين، زُين بفروع التنوب والزهور. توج القوس لافتة من شريط طويل من القماش الأحمر مع شعار باللغة الروسية، تمجيد للاتحاد السوفيتي وترحيب بالجيش الأحمر. وقد ذُكر رد الفعل المحلي من قبل ليف ميخائيلس، الذي قال لستالين أن شعب غرب أوكرانيا رحب بالسوفيات «باعتبارهم محررين حقيقيين». انتفضت منظمة القوميين الأوكرانيين ضد البولنديين، ونظمت الأحزاب الشيوعية انتفاضات محلية، مثل الانتفاضة في سكيديل.

### رد الفعل الدولي
رد فعل فرنسا وبريطانيا على الغزو السوفياتي وضم بولندا الشرقية كان الصمت، لأن أيا من البلدين لم يتوقع أو يريد مواجهة مع الاتحاد السوفياتي في ذلك الوقت. وبموجب أحكام ميثاق الدفاع المشترك البولندي البريطاني في 25 أغسطس 1939، وعد البريطانيون بالمساعدة إذا هاجمت قوة أوروبية بولندا. غير أن البروتوكول السري للاتفاق ينص على أن القوه الأوروبية هنا تشير إلى ألمانيا. وعندما نبه السفير البولندي إدوارد راكسينسكي وزير الخارجية إدوارد فريدريك ليندلي وود على الميثاق، قال بصراحة إن بريطانيا هي من يجب ان تعلن الحرب على الاتحاد السوفياتي. واعتبر رئيس الوزراء البريطاني نيفيل تشامبرلين استعادة الدولة البولندية التزاما عاما ولكن في النهاية لم تصدر إلا إدانات عامة. وكان هذا الموقف يمثل محاولة بريطانيا لتحقيق التوازن: حيث يشمل هذا مصالحها الأمنية التجارة مع السوفيات التي من شأنها دعم مجهودها الحربي وإمكانية تحالف أنجلو-سوفيتي في المستقبل ضد ألمانيا. إنقسم الرأي العام في بريطانيا بين عبارات الغضب ضد الغزو وبين اعتبار أن مطالب السوفييت للمنطقة كانت معقولة. قدم الفرنسيون وعودا لم يتم الوفاء بها إلى بولندا، بما في ذلك تقديم الدعم الجوي. حيث كان قد تم توقيع تحالف عسكري فرنسي بولندي في عام 1921 ثم عدل بعد ذلك. ومن وجهة النظر الفرنسية، كان التحالف الألماني السوفياتي هشا، كما أن التنديد العلني ضد السوفييت لن يخدم مصالح فرنسا أو بولندا. وبمجرد انتقال السوفيات إلى بولندا، قرر الفرنسيون والبريطانيون أنه لا يوجد شيء يمكن أن يفعلوه لبولندا في المدى القصير، وبدأوا في التخطيط لانتصار على المدى الطويل بدلا من ذلك. كان الفرنسيون قد تقدموا مبدئيا إلى منطقة سار في أوائل سبتمبر، ولكن بعد هزيمة البولنديين تراجعوا خلف خط ماجينو في 4 أكتوبر. في 1 أكتوبر 1939، ذكر ونستون تشرشل - عبر الراديو :

## عقب الأحداث

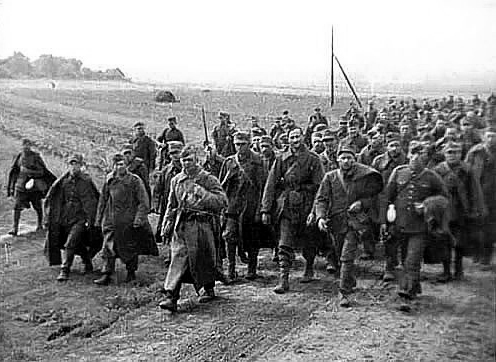
أسرى الحرب البولندية الذين تم القبض عليهم من قبل الجيش الأحمر خلال الغزو السوفياتي لبولندا في عام 1939

في تشرين الأول 1939، أبلغ مولوتوف إلى مجلس السوفيات الأعلى أن السوفيات قد عانوا من 737 قتيلا و 1862 إصابة خلال الحملة، على الرغم من أن المتخصصين البولنديين يدعون إن هنالك ما يصل إلى 3000 حالة وفاة و 8,000-10,000 جريح. على الجانب البولندي، توفي ما بين 3000 إلى 7000 جندي يقاتلون الجيش الأحمر، بالإضافة إلى 230,000-450,000 سجين. لم يلتزم السوفييت غالبا باحترام شروط الاستسلام، وفي بعض الحالات، وعدوا الجنود البولنديين بحريتهم ثم اعتقلوهم عندما ألقوا أسلحتهم.
كان الاتحاد السوفياتي قد توقف عن الاعتراف بالدولة البولندية في بداية الغزو. ولم يصدر أي من الطرفين إعلانا رسميا عن الحرب؛ وكان لهذا القرار عواقب كبيرة. قتل السوفيات عشرات الآلاف من أسرى الحرب البولنديين، وبعضهم خلال الحملة نفسها. وفي 24 أيلول / سبتمبر، قتل السوفيات 42 موظفا وعدد من المرضى في مستشفى عسكري بولندي في قرية غرابويك، بالقرب من زاموتش. أعدم السوفيات أيضا جميع الضباط البولنديين الذين تم أسرهم بعد معركة شاك، في 28 سبتمبر 1939. وقد لقي أكثر من 20 ألف من الأفراد العسكريين والمدنيين البولنديين حتفهم في مذبحة كاتين. كان التعذيب يستخدم من قبل المفوضية الشعبية للشؤون الداخلية على نطاق واسع وفي مختلف السجون، وخاصة تلك الموجودة في المدن الصغيرة.

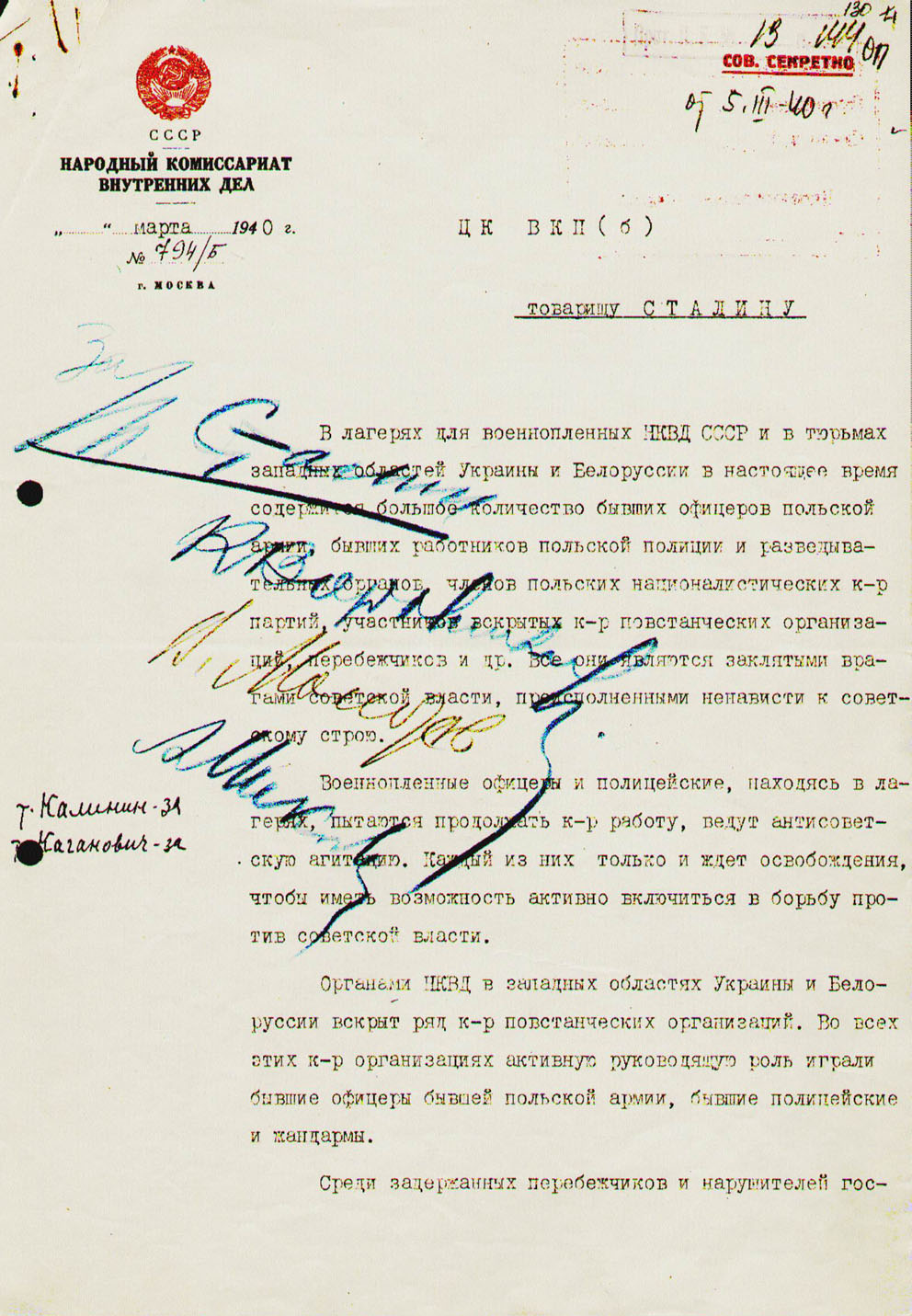
الوثيقة السوفياتية التي تنص على قرار الإعدام الجماعي للضباط البولنديين

أعاد البولنديون والسوفييت بناء العلاقات الدبلوماسية في عام 1941، بعد اتفاق سيكورسكي - ميسكي؛ لكن السوفييت قاموا بكسرها مرة أخرى في عام 1943. في 28 سبتمبر 1939، وقع الاتحاد السوفيتي وألمانيا على معاهدة الصداقة والتعاون وتعيين الحدود الألمانية السوفياتية، وتغيير المصطلحات السرية لميثاق مولوتوف - ريبنتروب.حيث نقلوا ليتوانيا إلى المجال النفوذ السوفيتي وحولوا الحدود في بولندا إلى الشرق، مما أعطى ألمانيا المزيد من الأراضي. من خلال هذا الترتيب، استطاع الاتحاد السوفياتي تقريبا تأمين كل الأراضي البولندية شرق خط الأنهار بيزا، ناريو، بوج وسان الغربية. وبلغت هذه المساحة حوالي 000 200 كيلومتر مربع من الأراضي، يسكنها 13.5 مليون مواطن بولندي. الحدود التي تم إنشاؤها في هذا الاتفاق تطابق تقريبا خط كورزون الذي رسمه البريطانيون في عام 1919، وهي النقطة التي من شأنها أن تستخدم بنجاح من قبل ستالين خلال المفاوضات مع الحلفاء في مؤتمرات طهران ويالطا. وقد كان الجيش الأحمر قد زرع الارتباك بين السكان المحليين من خلال الادعاء أنهم كانوا قادمون لإنقاذ بولندا من النازيين. بسبب عدم التمكن من الوصول إلى المحفوظات السوفياتية السرية، فإنه لسنوات عديدة بعد الحرب تقديرات عدد المواطنين البولنديين الذين تم ترحيلهم إلى سيبيريا من مناطق بولندا الشرقية، فضلا عن عدد الذين لقوا حتفهم تحت الحكم السوفياتي، كانت تخمينات إلى حد كبير. تم إعطاء مجموعة واسعة من الأرقام في أعمال مختلفة، بين 350,000 و 1,500,000 لعدد المرحلين إلى سيبيريا وبين 250,000 و 1,000,000 عن عدد الذين لقوا حتفهم، وكانت هذه الأرقام في الغالب مدنيين. مع افتتاح المحفوظات السرية السوفياتية بعد عام 1989، ظهر إن الأعداد كانت أقل من التقديرات المتوقعة. في آب / أغسطس 2009، وبمناسبة الذكرى السبعين للغزو السوفياتي، أعلن المعهد البولندي الرسمي للذكرى الوطنية أن باحثيها خفضوا تقديرات عدد الأشخاص الذين تم ترحيلهم إلى سيبيريا من مليون إلى 320,000، ويقدر أن 150,000 مواطن بولندي هلكوا تحت الحكم السوفيتي خلال الحرب.

## الأوكرانيين والبيلاروسيين
من بين 13.5 مليون مدني يعيشون في الأراضي التي ضمها حديثا، وفقا لآخر تعداد بولندي رسمي، كان عدد السكان أكثر من 38٪ من البولنديين (5.1 مليون)، 37٪ من الأوكرانيين (4.7 مليون)، 14.5٪ بيلاروسيون، 8.4٪ يهود، 0.9٪ من الروس و 0.6٪ من الألمان.
وفي 26 تشرين الأول / أكتوبر، أجريت انتخابات للجمعيات البيلاروسية والأوكرانية لإضفاء الصفة الشرعية على ضمها. عانى البيلاروسيون والأوكرانيون في بولندا بصورة متزايدة من سياسات الحكومة الاستعمارية في بولندا وقمعها لحركاتهم الانفصالية ، لذلك كانوا قليلي الولاء تجاه الدولة البولندية. عمليا، رحب الفقراء بالسوفييت. وسرعان ما أدخل السوفيات السياسات السوفياتية في غرب بيلاروسيا وغرب أوكرانيا، بما في ذلك التجميع الإجباري للمنطقة بأسرها. وفي هذه العملية، قاموا بكسر الأحزاب السياسية والجمعيات العامة بلا رحمة وسجنوا أو أعدموا قادتهم بوصفهم «أعداء للشعب». كما قامت السلطات السوفياتية بقمع المنظمة المناهضة لبولندا التابعة للقوميين الأوكرانيين، والتي قاومت بنشاط النظام البولندي منذ 1920؛ وكانت تهدف إلى دولة أوكرانية مستقلة غير مقسمة. توحيد عام 1939 كان مع ذلك حدثا حاسما في تاريخ أوكرانيا وبيلاروسيا، لأنها أنتجت الجمهوريتين التين حققتا في نهاية المطاف الاستقلال في عام 1991 بعد سقوط الاتحاد السوفياتي.